# Jody Watley (album)
Jody Watley è il primo ed eponimo album in studio della cantante statunitense Jody Watley, pubblicato nel 1987.

## Tracce
Testi e musiche di André Cymone e Jody Watley, eccetto dove indicato.
1. Looking for a New Love – 5:06
2. Still a Thrill – 4:48
3. Some Kind of Lover – 4:08
4. For the Girls – 3:51
5. Love Injection (David Paul Bryant, Paul Gurvitz) – 3:45
6. Don't You Want Me (Franne Golde, D. P. Bryant, Watley) – 4:10
7. Do It To The Beat – 4:45
8. Most of All (Gardner Cole, Patrick Leonard) – 4:28
9. Learn To Say No (duetto con George Michael) (Richard "Dimples" Fields, George Michael) – 3:35